# Acrobatornis fonsecai
El graveteiro o graveteiro de patas rosadas (Acrobatornis fonsecai), es una especie de ave paseriforme de la familia Furnariidae Fue descubierta en 1994 y descrita oficialmente en 1996. Es el único miembro del género Acrobatornis. Es endémica de una pequeña región del centro oriente de Brasil.

## Distribución y hábitat
Se encuentra únicamente en el sureste del estado de Bahia y en el extremo noreste del estado de Minas Gerais.
Esta especie no es poco común, localmente, en su hábitat natural: el dosel y el sub-dosel de la denominada «cabruca», plantaciones de cacao a la sombra de especies de árboles nativas y los bordes de selvas húmedas de la Mata atlántica hasta 550 m de altitud. Prefiere áreas con muchos árboles con profusión de bromelias, lianas, orquídeas y musgos, dominados por Leguminosae (por ejemplo, Etythrina verna, Senna multijuga, Schizolobium parahyba, Znga spp.), donde las hojas pequeñas y el dosel relativamente abierto permiten mayor penetración de la luz solar y, en consecuencia, un crecimiento casi nulo de epífitas.

## Estado de conservación
El graveteiro ha sido calificado como vulnerable por la Unión Internacional para la Conservación de la Naturaleza (IUCN), debido a que su reducida población, estimada entre 2500 y 10 000 individuos maduros, habita una pequeña región, donde su hábitat preferencial se encuentra en declinio debido a la deforestación y a la decadencia del cultivo extensivo de cacao y su substitución por otros cultivos o por la ganadería.

## Descripción
Mide entre 13 y 14 cm de longitud y pesa entre 14 y 15 g. Es un furnárido muy diferente, el único con plumaje enteramente gris y las patas de color rosado brillante. Es casi totalmente de color gris oscuro, más pálido por abajo, con una lista superciliar gris pálido y el dorso veteado de estrías gris algo más pálido. Las alas y la cola son bordeadas de negruzco pálido, la cola es fuertemente graduada y terminada en púas. Las patas y la mandíbula inferior son rosadas. Los juveniles son mayormente de color crema con la corona, alas y cola oscuras.

## Comportamiento
Anda en pares o en familias, acompañando las bandadas mixtas del dosel. Forrajea revolviendo el follaje, las flores, las ramas y la cáscara de los árboles en la busca por insectos, y lo hace colgándose de forma acrobática en ramas menores y ramillas.

### Alimentación
Su dieta consiste de insectos, principalmente Coleoptera (incluyendo las familias Curculionidae y Staphylinidae), larvas y adultos de Lepidoptera y otros.

### Reproducción
Construye un característico nido de forma oval con una masa de ramitas, bastante visible, colocado en horquillas en árboles entre 20 y 30 m de altura del suelo. La reproducción ocurre en la primavera, entre los meses de septiembre y octubre, como parece ser común a toda la avifauna de la Mata atlántica.

### Vocalización
El canto es una larga serie de notas gorjeadas, bien enunciadas, que se aceleran en un trinado tambaleante, con duración de diez segundos o más.

## Sistemática

### Descripción original
La especie A. fonsecai y el género Acrobatornis fueron descritos por primera vez por los ornitólogos brasileños José Fernando Pacheco y Luiz Pedreira Gonzaga y estadounidense Bret M. Whitney en 1996 bajo el mismo nombre científico; la localidad tipo es: «Serra das Lontras, c. 550 m, sobre Itatingui, 15°11’ S, 39°23’ W, municipalidad de Arataca, Bahia, Brasil».

### Etimología
El nombre genérico femenino «Acrobatornis» se compone de las palabras del griego «ακροβατης akrobatēs»: acróbata, y «ορνις ornis, ορνιθος ornithos»: pájaro, en referencia a las características acrobáticas de la especie; y el nombre de la especie «fonsecai», conmemora al ornitólogo brasileño Paulo Sérgio Moreira da Fonseca.

### Taxonomía
Es el único furnárido con plumaje del juvenil radicalmente diferente del adulto. Es monotípica. Los datos genéticos indican que el presente género es hermano al grupo formado por Metopothrix y por Xenerpestes.